# Domeinverlies
In de taalkunde is domeinverlies het verliezen van de monopoliepositie van een taal op een aantal domeinen in de samenleving. Wanneer een nieuwe taal ingang vindt in een bijvoorbeeld het hoger onderwijs, het bedrijfsleven of de media, kan zij de oude taal helemaal vervangen in dat domein. Dat verlies aan status kan uiteindelijk leiden tot verschraling van die taal en functieverlies in andere domeinen in de maatschappij.
Het Nederlands lijdt volgens taalkundigen aan domeinverlies ten voordele van het Engels. De invoering van het Engels in het hoger onderwijs geeft aan dat men het Nederlands niet langer als volwaardige taal voor onderzoek en onderwijs ervaart en dat het dus aan status inboet. In tegenstelling tot de invloed van Engelstalige woordenschat houdt domeinverlies een reëel risico in voor het Nederlands.